# 3156 Ellington
3156 Ellington (1953 EE) là một tiểu hành tinh vành đai chính được phát hiện ngày 15 tháng 3 năm 1953 bởi Alfred Schmitt ở Uccle.